# Uranophora melinda
Uranophora melinda är en fjärilsart som beskrevs av Dyar. Uranophora melinda ingår i släktet Uranophora och familjen björnspinnare. Inga underarter finns listade i Catalogue of Life.